# Варминьско-Мазурский университет
Варминьско-Мазурский университет (пол. Uniwersytet Warmińsko-Mazurski) — общественный университет в Ольштыне. Главный кампус и академический городок, находятся в районе Кортово. Университет основан 1 сентября 1999 путём объединения Полеводческо-технической Академии в Ольштыне, Высшей педагогической школы и Варминьского теологического института на основе закона от 9 июля 1999 о создании Варминьско-Мазурского университета в Ольштыне. Учится в нём более 42 тыс. студентов.
Из шестнадцати факультетов университета, одиннадцать имеет полные академические права, т.е. могут предоставлять научные звания габилитированого доктора.
Варминьско-Мазурский университет является членом European University Association, Centro Interuniversitario per la Ricerca e la Cooperazione con l'Europa Orientale e Sud-orientale и Socrates-Erasmus.

## История университета
История университета началась в 1950 году, когда 31 мая было создано первое высшее учебное заведение в Ольштыне - Высшая полеводческая школа, которую в 1972 году переименовали в Полеводческо-Техническую Академию. 19 июня 1969 в Ольштыне создана Высшая учительская школа позже переименованная в Высшую педагогическую школу. 23 апреля 1980 появился Варминьский теологический институт. 1 июня 1999 правительство Польши приняло проект закона о создании в Ольштыне университета.
1 сентября 1999 это официальная дата рождения Варминьско-Мазурского университета в Ольштыне.
В первом году существования было 12 факультетов и 32 направления обучения. Первый год учились в университете 24,5 тыс. студентов. Первым ректором стал проф. д-р габ. Рышард Гурецкий.
Теперь на 16 факультетах по 49 направлениям обучения учится более 42 тыс. студентов.
События
- 1999 - Первая инаугурация академического года
- 2001 - Создание факультета юриспруденции и администрации и факультета математики и информатики; открытия первого филиального пункта обучение в Элке - Центра Балтийского обучения
- 2003 - Первые Ольштынские дни науки
- 2004 - Волейбольная команда AZS UWM стала серебряным медалистом Польши; награда Парламента студентов Республики Польши для ВУЗов  дружественных студентам
- 2007 - Создание факультета медицинских наук
- 2009 - Новый факультет искусства; пятидесятая годовщина Кортовиады и десятилетие существования университета, создание Университетской больницы

## Структура
- Факультет биоинженерии животных
- Факультет искусств
- Факультет биологии и биотехнологии
- Факультет экономических наук
- Факультет экологического менеджмента и сельского хозяйства
- Факультет экологических наук и рыболовства
- Факультет пищевых наук
- Факультет геодезии и землеустройства
- Факультет гуманитарных наук
- Юридический факультет
- Факультет математики и информатики
- Факультет медицинских наук
- Факультет социальных наук
- Факультет технических наук
- Факультет теологии
- Факультет ветеринарной медицины

## Кортовиада
Kортовиада — название студенческого праздника в Ольштыне, которое происходит от Ольштынского района, где проживают студенты, Кортова.
Мероприятие проходит ежегодно в начале мая и длится 4-5 дней. Участниками многочисленных и мероприятий являются не только студенты, но также жители города и гости (по данным полиции, на Koртовиадах в 2005 и 2006 годах было около 100 000 участников).

## Ансамбль песни и танца «Кортово»
Ансамбль песни и танца «Кортово»  - фольклорная группа университета.
История возникновения коллектива в 1950-х годах, когда группа студентов решила основать танцевальную группу, культивирующую польский фольклор.
Репертуар ансамбля «Кортово» богат и разнообразен. Коллектив представляет национальные танцы: полонезы, мазурки, куявяки, сценки (во фрагментах) из варминьского региона «Запусти», а также песни и народные танцы почти всех регионов Польши.
С 1955 года «Кортово» представляет Польшу на многих концертах и общегосударственных и зарубежных фестивалях. Коллектив исполняет также и другие танцевальные формы. Ежегодно летом участвует, в Мазурских Кабаретних ночах в Мрагово.